# Fimbristylis falcata
Fimbristylis falcata är en halvgräsart som först beskrevs av Vahl, och fick sitt nu gällande namn av Carl Sigismund Kunth. Fimbristylis falcata ingår i släktet Fimbristylis och familjen halvgräs.

## Underarter
Arten delas in i följande underarter:
- F. f. abbreviata
- F. f. falcata